# Dolores (kommunhuvudort i Guatemala)
Dolores är en kommunhuvudort i Guatemala.   Den ligger i departementet Petén, i den nordöstra delen av landet, 240 km nordost om huvudstaden Guatemala City. Dolores ligger 420 meter över havet och antalet invånare är 10 604.
Terrängen runt Dolores är platt västerut, men österut är den kuperad. Terrängen runt Dolores sluttar norrut. Runt Dolores är det glesbefolkat, med 18 invånare per kvadratkilometer. Det finns inga andra samhällen i närheten. I omgivningarna runt Dolores växer i huvudsak städsegrön lövskog.